# Заслуженный работник гражданской защиты Украины
Заслуженный работник гражданской защиты Украины (укр. Заслужений працівник цивільного захисту України) — государственная награда Украины — почётное звание, присваиваемое Президентом Украины согласно Закону Украины «О государственных наградах Украины».

## Положение о почётном звании
Присвоение почётного звания производится указом Президента Украины. Почётное звание может быть присвоено гражданам Украины, иностранцам и лицам без гражданства.
Присвоение почётного звания посмертно не производится.

## Описание нагрудного знака
- Нагрудный знак аналогичен нагрудным знакам других почётных званий Украины категории «заслуженный».
- Нагрудный знак к почётному званию «Заслуженный работник гражданской защиты Украины» имеет форму овального венка, образованного двумя ветвями лавровых листьев. Концы ветвей внизу обвиты лентой. В середине венка помещен фигурный картуш с надписью «Заслужений працівник цивільного захисту». Картуш венчает малый Государственный герб Украины.
- Лицевая сторона нагрудного знака выпуклая. Все изображения и надписи рельефные.
- На оборотной стороне нагрудного знака — застёжка для прикрепления к одежде.
- Нагрудный знак изготавливается из серебра.
- Размер нагрудного знака: ширина — 35 мм, длина — 45 мм.

## Награждённые
17 сентября 2012 года почётное звание «Заслуженный работник гражданской защиты Украины» впервые было присвоено Андриенко Василию Николаевичу — генерал-майору службы гражданской защиты, Головаш Николаю Ивановичу — полковнику службы гражданской защиты, Дмитровскому Сергею Юрьевичу — генерал-майору службы гражданской защиты и Куценко Николаю Семёновичу — полковнику службы гражданской защиты в отставке.